# Encephalartos humilis
Encephalartos humilis — вид голонасінних рослин класу саговникоподібні (Cycadopsida).
Етимологія: лат. humilis — «скромний або смиренний», від маленького зросту.

## Опис
Стовбур 0,3 м заввишки, 20 см діаметром. Листки 30–50 см завдовжки, темно-зелені, напівглянсові; хребет жовтуватий, прямий з останньою третиною різко загнутою; черешок прямий, без колючок. Листові фрагменти лінійні; середні — 9–13 см завдовжки, шириною 4–6 мм. Пилкові шишки 1, вузько яйцевиді, коричневі, довжиною 15–20 см, 4–5 см діаметром. Насіннєві шишки довжиною 1, яйцевиді, коричневі, завдовжки 25–30 см, 8–10 см діаметром. Насіння яйцеподібне, завдовжки 25–30 мм, шириною 20–25 мм, саркотеста жовта.

## Поширення, екологія
Країни поширення: ПАР (Мпумаланга). Цей вид росте на субальпійських луках, на схилах на піщаних ґрунтах понад пісковиків і часто вклинюється між пісковика. Популяції, найчастіше знаходяться на східних і північно-східних схилах. Проливні дощі і густі тумани сприяють утворенню шишок.

## Загрози та охорона
Цей вид знаходиться під загрозою через відсутність природних пожеж в обширних керованих плантацій, і це, можливо, пригнічує частоту утворенню шишок. Багато рослин також були видалені для декоративних цілей. Популяції охороняються в англ. Mondi Cycad Reserve, Makobulaan Nature Reserve, Wonderkloof Nature Reserve, Buffelskloof Private Nature Reserve, Mbesan Natural Heritage Site, Coetzeestroom Conservation area. 